# Marco Marchionni
Marco Marchionni (ur. 22 lipca 1980 w Monterotondo) – włoski piłkarz grający na pozycji pomocnika.

## Kariera klubowa
Profesjonalna karierę zaczął w 1998 w Empoli FC. W 2001 przeszedł do Parmy. Po kilku udanych sezonach został zauważony przez Juventus F.C. i przeszedł do niego na zasadzie wolnego transferu. 15 lipca 2009 przeszedł do klubu ACF Fiorentina w ramach rozliczenia za transfer Felipe Melo. Następnie grał w Parmie, Sampdorii, Latinie oraz Carrarese. W 2018 roku zakończył karierę.

## Kariera reprezentacyjna
W reprezentacji Włoch zadebiutował w 12 listopada 2003 w przegranym 1:3 towarzyskim pojedynku przeciwko reprezentacji Polski w Warszawie. Cztery dni później wystąpił w spotkaniu z Rumunią, a kolejny mecz rozegrał 2 września 2006 roku. Później Marchionni znów wypadł z kadry i następny występ zanotował 5 września 2009.